# Wilczury
Wilczury – część wsi Przechód w Polsce położonej w województwie opolskim, w powiecie nyskim, w gminie Korfantów. Historycznie leży na Górnym Śląsku, na ziemi prudnickiej.
W latach 1945–1954 miejscowość należała do gminy Łącznik w powiecie prudnickim. W latach 1975–1998 miejscowość należała administracyjnie do ówczesnego województwa opolskiego.